# Polyrhaphis skillmani
Polyrhaphis skillmani es una especie de escarabajo longicornio del género Polyrhaphis, tribu Polyrhaphidini, subfamilia Lamiinae. Fue descrita científicamente por Wappes & Santos-Silva en 2013.
La especie se mantiene activa durante el mes de diciembre.

## Descripción
Mide 23 milímetros de longitud.

## Distribución
Se distribuye por Bolivia.